# Mersim Asllani
Mersim Asllani (sinh ngày 7 tháng 6 năm 1999) là một cầu thủ bóng đá người Thụy Sĩ gốc Kosovo  thi đấu ở vị trí tiền vệ cho câu lạc bộ tại Giải bóng đá vô địch quốc gia Thụy Sĩ Lausanne-Sport.